# مسجد مصطفى جوربجي ميرزا
مسجد مصطفى جوريجى ميرزا (1110هجرية /1698م) ، هو أحد المساجد التي انشئت في عصر الدولة العثمانية في مصر ، يقع في شارع مرزا ببولاق.

## وصفه
تكون المسجد من شكل مستطيل يتوسطه صحن مربع تقريبا تحيط به الأروقة من جميع الجهات. ويتكون كل رواق من صف واحد من البوائك المحتوى على ثلاثة عقود مدببة تقوم على دعامتين من الحجر. أما رواق القبلة فهو أكبر الأروقة وأعمقها، فهو يحتوى على بائكتين تحمل كل منهما ثلاثة عقود مدببة وتقوم على دعائم حجرية ، أما صحن الجامع فقد كسى برخام متعدد الألوان مزخرف برسوم هندسية دقيقة بديعة التكوين.

## وصلات خارجية
- آثار القاهرة الإسلامية نسخة محفوظة 31 مايو 2014 على موقع واي باك مشين.